# Broadview Heights
Broadview Heights ist eine City am südlichen Rand des Cuyahoga County im US-Bundesstaat Ohio. Das U.S. Census Bureau ermittelte bei der Volkszählung 2020 eine Einwohnerzahl von 19.936.
Broadview Heights liegt 20,7 Kilometer südlich von Cleveland, am Rande des zugehörigen Vorortgürtels sowie unweit des Kreuzungspunkts der Interstate 77 mit der Interstate 80. Die Stadt ist 13,07 Quadratmeilen (33,85 km²) groß.

## Geografie
Die Stadt liegt auf einer Hügelkette, die sich zwischen dem Cuyahoga River im Osten und des Rocky River im Westen erstreckt. Sie gehört zu den höchstgelegenen Ortschaften im Cuyahoga County. Nachbargemeinden sind North Royalton im Westen, Parma, Seven Hills und Independence im Norden, Brecksville im Osten. Im Süden grenzen der Medina County und der Summit County an.

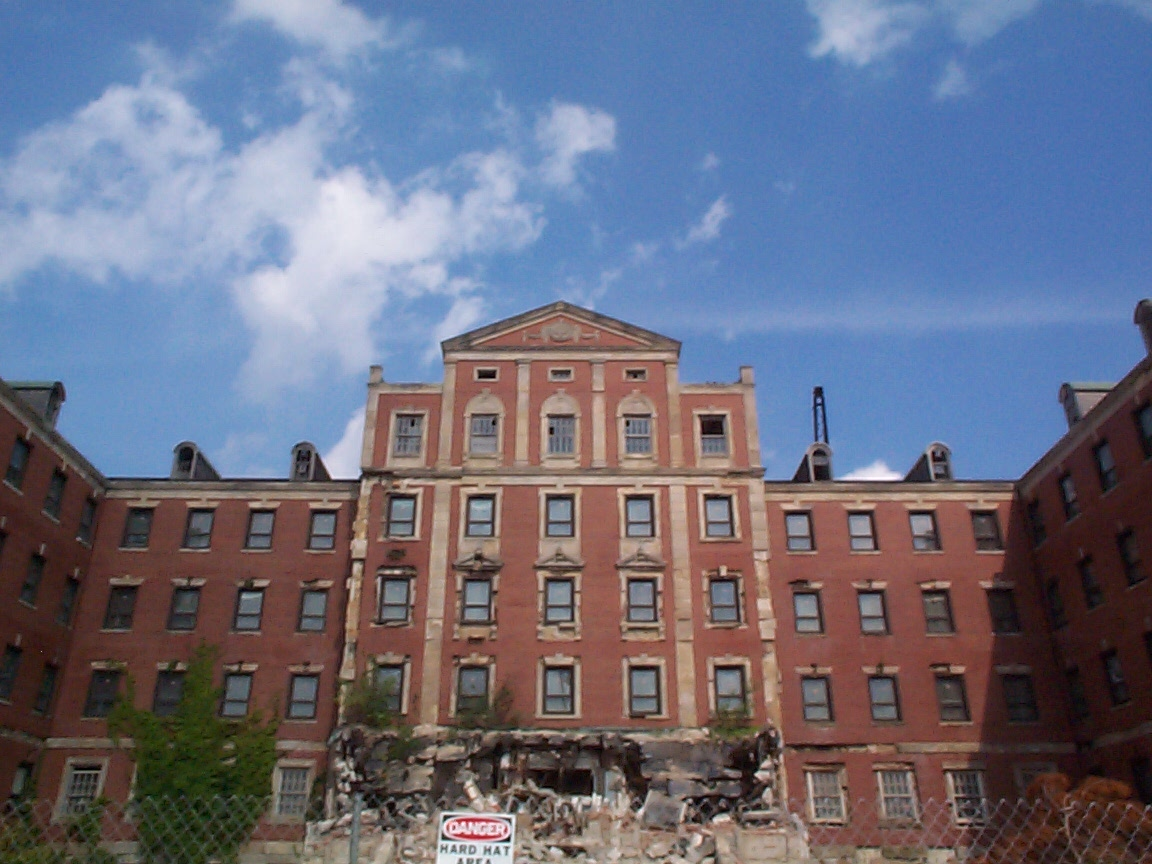
Hauptbau des ehemaligen Krankenhauses (2006 abgebrochen)

Broadview Heights ist vorwiegend Wohngemeinde und besteht aus verstreuten, wenig zusammenhängenden Wohngebieten. Weite Teile des Stadtgebiets sind bewaldet und werden von kleinen Bachläufen durchzogen, die nach Osten hin entwässern. Es gibt zwei Golfplätze sowie einige unbedeutende Gewerbebetriebe in der Nähe der Autobahnen. Zwischen 1966 und 1993 betrieb der Bundesstaat Ohio hier eine Psychiatrische Klinik auf dem Gelände eines ehemaligen Lungensanatoriums des Department of Veterans Affairs.

## Geschichte
Der Ort lag ursprünglich genau auf der Grenzlinie zwischen den beiden Townships Royalton und Brecksville und war dadurch in der Mitte geteilt. Die Grenze verlief genau auf der Hauptstraße, der Broadview Road. Als sich die westlich und östlich gelegenen Siedlungen 1918 (North Royalton) und 1922 (Brecksville) ausgründeten, folgte schließlich Broadview Heights 1926 nach. Damit war zwar die politische Teilung überwunden, aber bei den Schulsprengeln änderte sich nichts. Broadview Heights hat keine eigenen Schulen, sondern ist in dieser Hinsicht genau an besagter Grenzlinie zwischen den beiden Nachbarstädten aufgeteilt.
Die Einwohnerzahl blieb bis weit ins 20. Jahrhundert hinein gering. Erst nach dem Zweiten Weltkrieg und mit dem Bau der Autobahnen setzte starkes Bevölkerungswachstum ein, das trotz stagnierender und schließlich sogar rückläufiger Population im Großraum Cleveland immer noch anhält.
| Jahr | Einwohner |
| ---- | --------- |
| 1926 | 300       |
| 1928 | 600       |
| 1943 | 1.600     |
| 1954 | 4.000     |
| 1960 | 5.400     |
| 1971 | 11.400    |
| 1980 | 10.920    |
| 1990 | 12.219    |
| 2000 | 15.967    |
| 2010 | 19.400    |
| 2020 | 19.936    |

## Weblink
- BROADVIEW HEIGHTS. In: Encyclopedia of Cleveland History. Case Western Reserve University, 21. Juli 2003, abgerufen am 7. Mai 2013.